# Clue
Clue é um filme norte-americano de comédia e suspense policial de 1985 dirigido por Jonathan Lynn.

## Sinopse
Em 1954, seis estranhos são convidados a uma festa em uma mansão isolada na Nova Inglaterra. Eles são atendidos pelo mordomo da casa, Wadsworth (Tim Curry), que lembra-lhes que cada um recebeu pseudônimos para proteger a sua verdadeira identidade. Durante o jantar, o sétimo convidado, Sr. Black (Lee Ving), chega. Após o jantar, Wadsworth revela a verdadeira natureza do partido: todos os convidados estão sendo chantageados para esconder seus segredos mais sombrios, e o Sr. Pessoa é quem os está chantageando.
Logo, para que não seja punido desse crime, Sr. Pessoa dá armas para os convidados, e os convence de matar Wadsworth pois ele é o único além dos outros que sabe das chantagens, e pode ir à polícia revelá-los. Para preservar esses segredos, o Sr. Pessoa apaga a luz e sugere que matem o mordomo neste momento. No entanto, quando a luz é acesa, o assassinado foi o próprio Sr. Pessoa. Determinados a encontrarem o assassino, os convidados caminham pela mansão, quando mais mortes ocorrem, cada suspeito com uma arma, em um cômodo diferente. No final, são apresentados três finais alternativos, cada um com três assassinos diferentes.

## Elenco
- Eileen Brennan como a Sra. Peacock
- Tim Curry como Wadsworth, o Mordomo
- Madeline Kahn como a Sra. White
- Christopher Lloyd como Professor Plum
- Michael McKean como o Sr. Green
- Martin Mull como o Coronel Mustard
- Lesley Ann Warren como Srta. Scarlet
- Colleen Camp como a Yvette, a Empregada Doméstica
- Lee Ving como Sr. Black
- Bill Henderson como o Policial
- Jane Wiedlin como Garota do Telegrama Falado
- Jeffrey Kramer como o Motorista
- Nakahara Kellye como a Sra. Ho, a Cozinheira
- Howard Hesseman (não creditado) como o Evangelista/Chefe de Policia